# 犹他茶壶

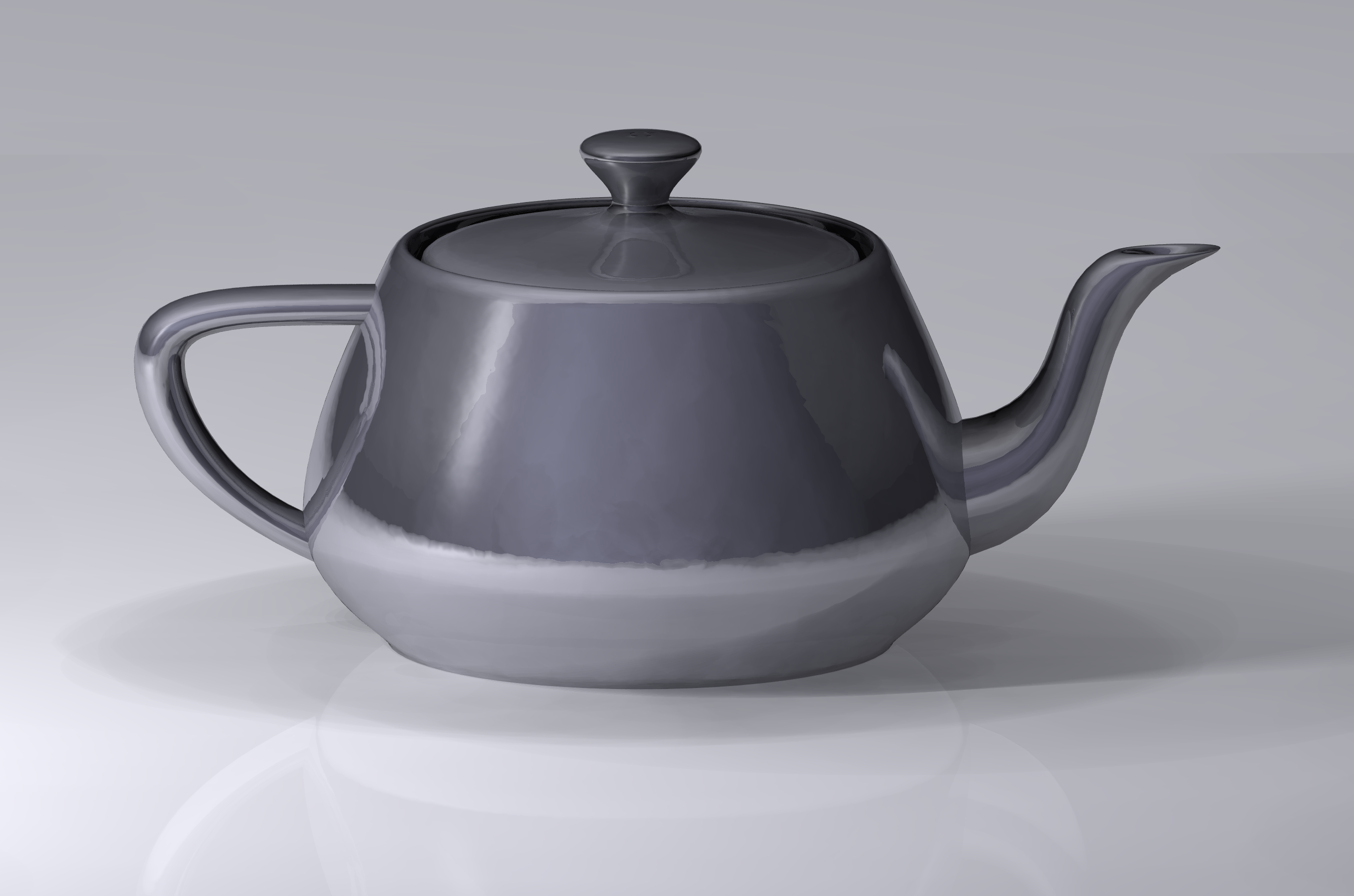
用现代手段渲染的犹他茶壶，建模者是马丁·纽维尔 (1975).

犹他茶壶（英語：Utah teapot），或称纽维尔茶壶（Newell teapot），是在计算机图形学界广泛采用的标准参照物体（有时也是个内行幽默）。其造型来自于生活中常见的造型简单的茶壶，被制成数学模型，外表为实心、柱状和部分曲面。
以一个茶壶作为基本物体的想法，与计算机程序设计领域里的“Hello World”程序如出一辙。目的是，方便快捷地建立一个最简单的三维场景，使其含有相对复杂的模型，以此模型为基本参考几何物体，用以辅助安排场景和设定灯光。
有许多库甚至包含专门用来绘制茶壶的函数。
这个茶壶的模型是在1975年由早期的计算机图形学研究者马丁·纽维尔（Martin Newell）制作的，他是犹他大学先锋图形项目小组的一员。

## 历史
在工作中，纽维尔需要一个的造型来源于生活的简单的数学模型来作为参考物体。恰逢他和妻子桑德拉·纽维尔正坐着喝茶，妻子遂建议他以自家的茶具为原型进行建模。他便取来绘图纸和铅笔，凭借目测绘制了一张茶壶的草图。回到实验室后，他在一台有存储显像管的泰克（Tektronix）牌单色示波器上徒手修改了茶壶造型的貝茲曲線控制点。
这个茶壶的形态包含有许多在当时计算机图形实验领域看起来非常理想的多边形形态：— 表面圆滑、有较多鞍点、把手部位的洞使表面亏格大于0、能在自身表面形成投影、而且在没有复杂表面材质时看起来非常合理。
早期版本的犹他茶壶模型因为并未考虑到从下往上观看的角度，因此在茶壶底部是没有面的；之后版本的数据设置修正了这一问题。
真实版本的茶壶很明显看得出来要比计算机三维模型的茶壶高，这是因为纽维尔使用的画面帧缓存器（Framebuffer）是长方形像素的。为了在不改变画面长宽比例的情况下纠正茶壶的高度问题，纽维尔的同事吉姆·布林（Blinn）曾试图将茶壶的几何体模型重新缩放，但当时纽维尔的犹他茶壶模型已经在其它领域的用户中广泛分享流传了，布林的比例修正计划也因此搁置。
犹他茶壶模型高度为实际原型茶壶高度的3/4。
犹他茶壶的场景被广泛用于三维渲染测试和硬件性能测试。

## 轶事
从第一部计算机制作的动画短片的诞生，到完整长度的电影，犹他茶壶某种意义上成为了一个内行幽默，常有犹他茶壶被藏在电影的某个场景中以资调侃。例如，在三维动画电影《玩具总动员》（Toy Story）里，犹他茶壶出现在了一个茶话会场面里。
犹他茶壶有时还会出现在Microsoft Windows自带的“三维管道”屏幕保护程序中，但仅仅在Windows XP版本之前才存在，另出现于2008年后破解的"polyhedra"Xscreensaver屏幕保护程序中。
犹他茶壶在《辛普森一家》（The Simpsons）的“万圣节特辑”——Treehouse of Horror VI中也出现，当时一向只存在于二维空间世界里的卡通角色荷马·辛普森意外地发现了三维空间。
犹他茶壶亦出现于电子游戏《重装武力》（Serious Sam）的技术测试关卡，用以展示该游戏引擎的诸多特性。
另外，在物理模拟软件Universe Sandbox中，犹他茶壶作为比例参照物体存在。

## 图集

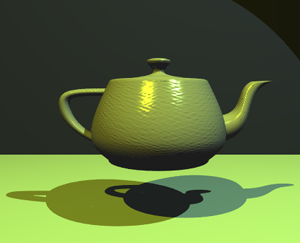
犹他茶壶
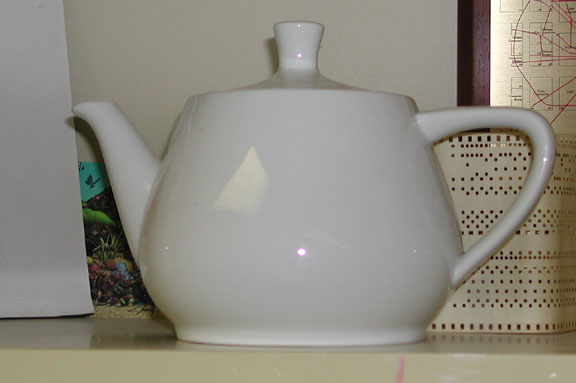
被马丁·纽维尔作为建模参考的Melitta牌茶壶原型。1984年至1990年陈列于美国波士顿的计算机博物馆（The Computer Museum）
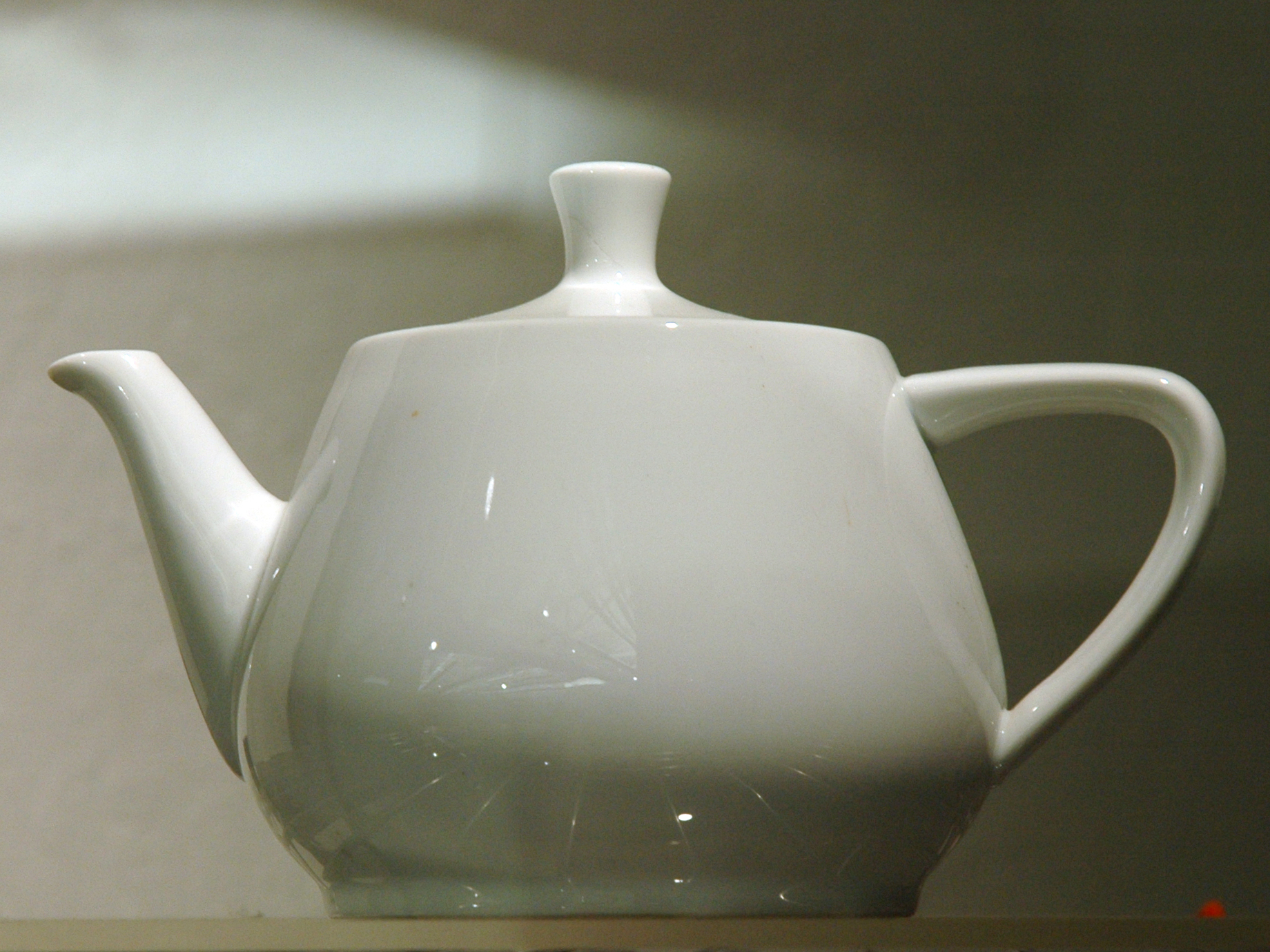
1990年至今陈列于美国加利福尼亚州山景城的计算机历史博物馆（Computer History Museum）
- 犹他茶壶的3D模型

## 参看
- 三维模型
- 斯坦福兔子
- Blender
- Cornell Box（英语：Cornell Box）
- 羅素的茶壺
- 三維測試模型列表
- 萊娜圖